# あなたと同じ空の下
「あなたと同じ空の下」（あなたとおんなじそらのした）は、DREAMS COME TRUEが2017年6月26日にリリースされた5作目の配信限定シングル。タイトルにある「同じ」は吉田美和のこだわりで「おなじ」ではなく「おんなじ」と読ませる。
iTunes Store、moraなどの音楽配信サービスサイトで配信。着うたフルでも配信された。

## 概要
前作「KNOCKKNOCK!」からおよそ3ヶ月ぶりとなる2017年第二弾の新曲である。前作同様、配信限定シングルである。なお、本作と次作『その日は必ず来る』だけ、サブタイトルには「 －SINGLE VERSION－ 」と明記されている。収録アルバム『THE DREAM QUEST』にはアルバムバージョン（「TDQ VERSION」）と本作のバージョン両曲が収録されている（本作はボーナストラック扱い）。
タイトル曲である『あなたと同じ空の下』は、ユニバーサル・スタジオ・ジャパン「ドリーム・プロジェクト 2017」テーマソングのために書き下ろされた楽曲である。また、タイアップ先が2007年にリリースされた楽曲 “『大阪LOVER』から10年後” を位置づけにした続編ソングとなっている。
本作のリリースを記念して、タイアップ先であるユニバーサル・スタジオ・ジャパンとのコラボレーション企画の環として、アトラクション「スペース・ファンタジー・ザ・ライド」の特別バージョン「スペース・ファンタジー・ザ・ライド with DREAMS COME TRUE」が6月30日より期間限定で開始された。アトラクション全体にドリカムの2人をモチーフとしたキャラクター「ミワ」と「マサ」が登場する他、体験中はライドに搭載されたスピーカーからこの楽曲が流れた。また、2018年1月12日～6月27日には同パーク内にあるローラーコースター「ハリウッド・ドリーム・ザ・ライド」のドリームトラックとして搭載され、乗車中に聴く事ができた。

## 収録曲
1. あなたと同じ空の下 －SINGLE VERSION－
  - 作詞：吉田美和 作曲：中村正人  編曲：中村正人

ユニバーサル・スタジオ・ジャパン「ドリーム・プロジェクト 2017」テーマソング